# HEARTS (アルバム)
『HEARTS』（ハーツ）は、PAMELAHの4枚目のアルバム。

## 概要
前作『 SPIRIT』から約1年半ぶりとなるPAMELAHの4thアルバム。推定売上枚数12万枚。

タイトルについて水原は、「作るにあたって私たちの想いとか、いろんな人々の想いが込もっているのと、いろんな人の心に届けばいいなという意味で『HEARTS』と"S”をつけています」と語っている。
本作について小澤は、「前作を作る時にちょっと枠をはずしてみようと思ったんですが、今回はそれをさらに広げてより違うものを、というよりナチュラルに今やってみたいことが素直に出てきた感じですね」、「これまではお互い作品と作品で会話していた感じだったが、もう一歩踏み込んで、今回はふたりで話し合って作った部分がこれまでより多いので、このタイトルはピッタリだと思う」と語っている。

## 収録曲
1. ヒロイン　（4:12）
2. by the sea　（4:01）
PAMELAHの公式サイトではこの曲について、水原が撮影したと思われる北海道の海辺の写真と、水原の「この大スキな地元の海を想いながら書いたものです」というメッセージが掲載されている。
3. WILL 　（0:53）
PAMELAH初のインストゥルメンタル。この曲について小澤は「短めのちょっと刺激になるような曲として作ったんです。メロディからではなく漠然としたイメージからループを作って生まれていきました」と語っている。
4. キズナ　（4:02）
11thシングル。当初はシンセがもっと入っていたがミックス段階で音数をかなり減らした。しかし、水原の、もう少し足そうという意見が出て、話し合ってお互い納得したものが完成したサウンド。
5. HEARTS　（2:12）
いままでにない楽曲となっているが、これについて水原は「Aメロ、Bメロのないこういう曲をやってみたいといったのは私なんです。歌詞の面では大変かなと思っていましたが、メロディを聴いてすぐに歌詞が浮かびました。今までにない曲調でいい意味で聴く人を裏切るというか、問題作とまではいかないけれど要になっている曲、すごく好きな曲ですね」と語っている。
6. TWO OF HEARTS　（4:12）
10thシングル。
7. コントロール 〜'98 MIX〜　（3:15）
「CONFIDENCE」のカップリング曲の別ミックスバージョン。原曲に比べかなりハードな仕上がりとなっているほか、ボーカルもサビ部分などでかけられていたエフェクトが外されている。小澤は「サイズは変わってないんですが、ミックスしたエンジニアが違うのでサウンドの解釈が違っていて面白い。スピード感があってすごくかっこいいです」と語っている。
8. 罪　（3:55）
9. 心の鍵 〜HEARTS MIX〜　（3:31）
「キズナ」のカップリング曲のリミックスバージョン。原曲ではサビから始まるが、リミックスの影響でAメロからとなっている。
10. STARLIGHT　（4:07）
11. a short lived love　（5:10）
「TWO OF HEARTS」のカップリング曲。水原によると、タイトルは"儚い恋”という意味。コーラスには高原由妃が参加。

　　　全作詞：水原由貴　全作曲・編曲：小澤正澄